# Konstans II.
Konstans II. Pogonat (lat. Heraclius Constantinus Augustus ili Flavius Constantinus Augustus; grč. Κώνστας Β', Kōnstas II) (?, 7. studenog 630. – ?, 15. rujna 668.), bizantski car (641. – 668.).
Bio je sin cara Konstantina III. († 641.) i carice Gregorije. Nakon smrti Konstantina III. prijestolje je nakratko preuzeo njegov brat Heraklona, međutim uskoro je bio prisiljen priznati mladog Konstansa za suvladara. Uskoro je došlo do pobune u vojsci zbog gubitka Egipta, najbogatije provincije Carstva zbog koje je Heraklona zbačen s vlasti, osakaćen i protjeran na otok Rod gdje je ubrzo pogubljen, a mladi Konstans je samostalno preuzeo carsko prijestolje. Kada je odrastao, dobio je nadimak "Bradati" (Pogonatos) zbog svoje bujne brade.
Vodio je uglavnom neuspješne ratove protiv Arapa, ali je vješto iskoristio razdor u njihovim redovima i sklopio povoljan mirovni sporazum 656. godine. U želji da obrani krajnje zapadne provincije Bizanta, otisnuo se s vojskom u Italiju kako bi obranio posjed od Langobarda. Godine 663. posjetio je grad Rim gdje ga je ugostio papa Vitalijan (657. – 672.), čime je postao prvi car koji je posjetio Rim nakon pada Zapadnog Rimskog Carstva. Nije se uspio učvrstiti na Apeninskom poluotoku pa se poukao u Sirakuzu na otoku Siciliji, gdje je namjeravao utemeljiti novu prijestolnicu Carstva, zbog čega je ubijen u uroti. Carsko prijestolje preuzeo je nakratko uzurpator Mezezije kojeg je 669. godine smaknuo Konstansov sin i nasljednik, Konstantin IV.
| Prethodnik:      | Bizantski carevi | Nasljednik:                  |
| Heraklona (641.) | Bizantski carevi | Konstantin IV. (668. – 685.) |